# Kahaber Chadadze
Kahaber Chadadze (grúzul: კახაბერ ცხადაძე; Rusztavi, 1968. szeptember 7. –) grúz válogatott labdarúgó, edző.

## Pályafutása

### Klubcsapatban
Rusztavi született a Grúz SZSZK-ban. Pályafutását szülővárosa csapatában a  Metalurgi Rusztaviban kezdte 1986-ban. Két évvel később a Dinamo Tbiliszi igazolta le, ahol három évig játszott. 1990-ben és 1991-ben csapatával megnyerte az újonnan megalakult grúz bajnokságot. 1991-ben kis ideig Svédországba szerződött a GIF Sundsvall együtteséhez, majd Oroszországban folytatta pályafutását, ahol először a Szpartak Moszkva, azt követően pedig a Gyinamo Moszkva együttesében. 1992 és 1996 között Németországban az Eintracht Frankfurt játékosa volt. 1997-ben az Alanyija Vlagyikavkaz-ban játszott, 1998 és 2000 között az angol Manchester Cityben szerepelt, de egyetlen mérkőzésen sem lépett pályára. 2000 és 2002 között a Lokomotivi Tbiliszi, 2003 és 2004 között az Anzsi Mahacskala volt a csapata és ott fejezte be a pályafutását.  

### A válogatottban
Tagja volt az 1990-ben Európa-bajnokságot nyerő szovjet U21-es válogatottnak.
1992-ben 6 mérkőzésen lépett pályára a FÁK válogatottjában és részt vett az 1992-es Európa-bajnokságon. 1992 és 1998 között 25 alkalommal játszott a grúz válogatottban és 1 gólt szerzett.

## Edzőként
Aktív pályafutását követően edzősködni kezdett. 2001 és 2002 között a Lokomotivi Tbiliszi játékosedzője volt. 2005-ben kinevezték a Dinamo Tbiliszi élére, mellyel megnyerte a grúz bajnokságot és a szuperkupát. Egy évvel később, 2006-ban a Szioni Bolniszi csapatával is elhódította a bajnoki címet. 2009-ben a grúz U21-es válogatott szövetségi edzője, majd azt követően 2009 és 2015 között az azeri İnter Bakı vezetőedzője volt, mellyel 2010-ben azeri bajnoki címet szerzett. 
2015 és 2016 között a grúz válogatott szövetségi kapitánya volt. 2016 és 2017 között a kazah Kajrat Almati, 2018 és 2020 között pedig az Ordabaszi FK csapatánál dolgozott. 

## Sikerei, díjai

### Játékosként
Dinamo Tbiliszi
- Grúz bajnok (2): 1990, 1991

Szpartak Moszkva
- Orosz bajnok (1): 1992
- Szovjet kupa (1): 1991–92

Szovjetunió U21
- U21-es Európa-bajnok (1): 1990

### Edzőként
Dinamo Tbiliszi
- Grúz szuperkupa (1): 2005
- Grúz bajnok (1):  2004–05

Szioni Bolniszi
- Grúz bajnok (1):  2005–06

İnter Bakı
- Azeri bajnok (1): 2009–10

Kajrat Almati
- kazah szuperkupa (1): 2017